# Hectobrocha adoxa
Espèce
Hectobrocha adoxa est une espèce de lépidoptères (papillons) de la famille des Erebidae et de la sous-famille des Arctiinae. 
Elle est endémique d'Australie.
L'imago a une envergure d'environ 3 cm.

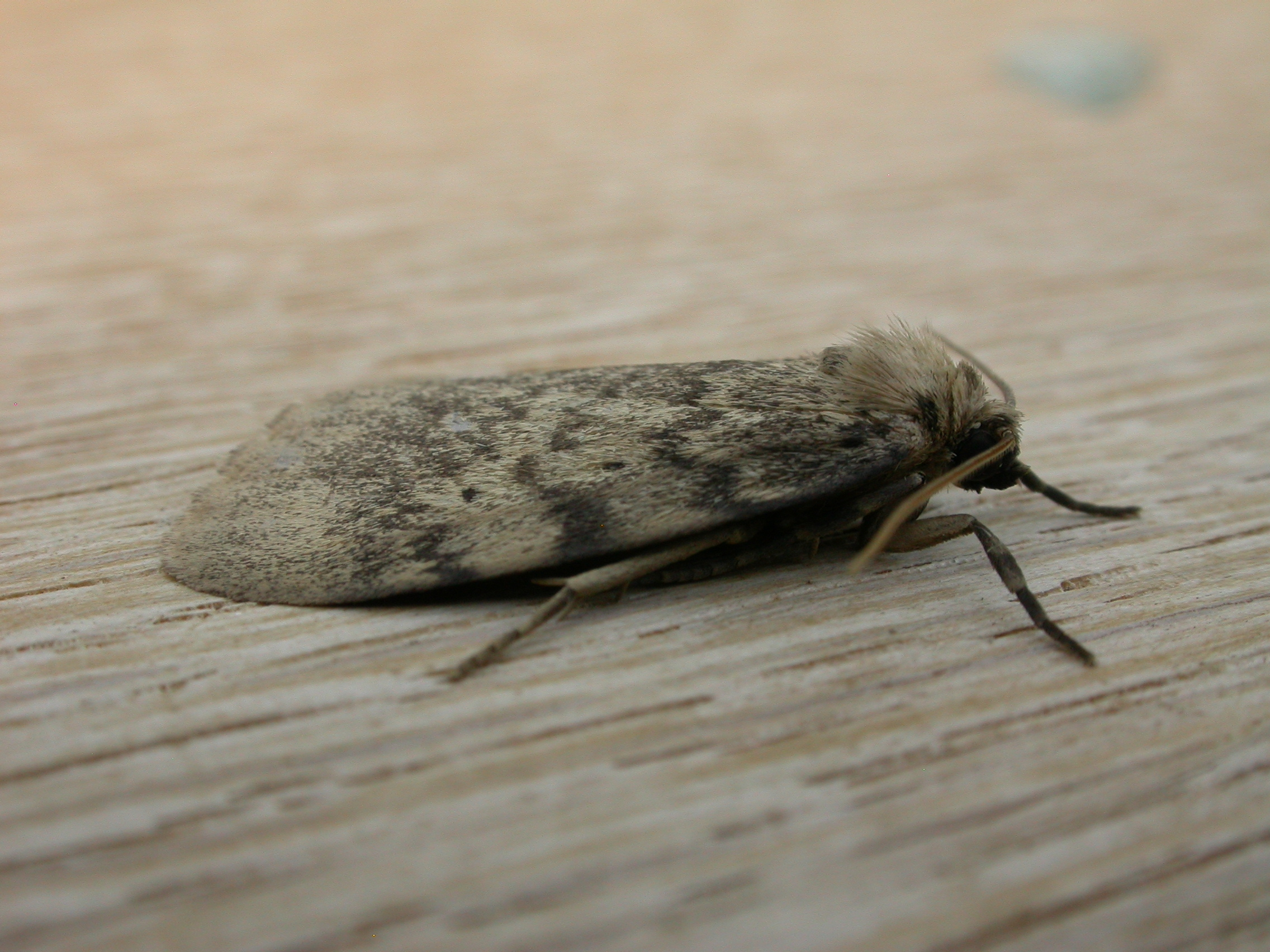
Imago en vue latérale.